# Thermochiton undocostatus
Thermochiton undocostatus är en blötdjursart som beskrevs av Saito och Takashi A. Okutani 1990. Thermochiton undocostatus ingår i släktet Thermochiton och familjen Ischnochitonidae. Inga underarter finns listade i Catalogue of Life.